# سانت‌آلفیو
سانت‌آلفیو (به ایتالیایی: Sant'Alfio) یک کومونه در ایتالیا است که در استان کاتانیا واقع شده‌است. سانت‌آلفیو ۲۳٫۶ کیلومتر مربع مساحت و ۱٬۶۷۷ نفر جمعیت دارد و ۵۳۱ متر بالاتر از سطح دریا واقع شده‌است.